# Качча Пьятти, Джованни
Джованни Качча Пьятти (итал. Giovanni Caccia Piatti; 8 марта 1751, Новара, Сардинское королевство — 15 сентября 1833, Новара, Сардинское королевство) — итальянский куриальный кардинал. Генеральный аудитор дел Апостольской Палаты с 1808 по 9 марта 1816. Камерленго Священной Коллегии кардиналов с 10 марта 1823 по 21 марта 1825. Префект Верховного трибунала апостольской сигнатуры милости с 7 января 1829 по 15 сентября 1833. Кардинал-дьякон с 8 марта 1816, с титулярной диаконией Санти-Козма-э-Дамиано с 29 апреля 1816 по 15 сентября 1833.